# 德拉格尼亞岩
62°25′38″S 60°09′39″W / 62.42722°S 60.16083°W
德拉格尼亞岩（Dlagnya Rocks），是南極洲的岩石，位於南設得蘭群島的利文斯頓島，處於世界語島以東0.15公里和戈里察岩西南面0.1公里，長0.54公里、寬0.6公里，以保加利亞北部城鎮命名，現時由南極條約體系管理。